# David Gelb
David Gelb (* 16. Oktober 1983 in New York City) ist ein US-amerikanischer Regisseur.

## Leben
David Gelb wurde 1983 in New York City geboren. Sein Vater Peter Gelb ist seit 2006 General Manager der New Yorker Metropolitan Opera. Sein Großvater Arthur Gelb war von 1986 bis 1989 Managing Editor der New York Times.
Gelb hatte seit Mitte der 1990er Jahre erste Auftritte als Schauspieler, bevor er sich der Produktion von Filmen zuwandte. Ab Anfang der 2000er Jahre drehte er erste Kurzfilme und Musikvideos. Gelegentlich war er auch als Kameramann, Drehbuchautor und Filmeditor tätig.
2011 drehte er mit Jiro und das beste Sushi der Welt seinen ersten Langdokumentarfilm. 2015 setzte er für Netflix als Showrunner die Dokumentarfilmserie Chef’s Table um, in der verschiedene Chefköche porträtiert wurden. Im gleichen Jahr drehte er für Blumhouse Productions den Horrorfilm The Lazarus Effect. 2015 folgte die zweite Staffel von Chef’s Table für Netflix.

## Filmografie
- 2002: Lethargy (Kurzfilm)
- 2006: The King of Central Park (Kurzfilm)
- 2006: The Willowz – Seeinsquares (Musikvideo)
- 2008: A Vision of Blindness (Dokumentarfilm)
- 2009: The Hold Steady – A Positive Rage (Dokumentarfilm)
- 2011: Jiro und das beste Sushi der Welt (Jiro Dreams of Sushi, Dokumentarfilm)
- 2015–2018: Chef’s Table (Dokumentarfilmserie, zwölf Episoden, Showrunner und Executive Producer)
- 2015: The Lazarus Effect
- 2015: A Faster Horse (Dokumentarfilm)